# 토비어스 멘지스
터바이어스 멘지스(Tobias Menzies, 1974년 3월 7일~)는 잉글랜드의 배우이다.

## 작품 목록
- 언더월드: 블러드 워